# Leptoglossis lomana
Leptoglossis lomana là loài thực vật có hoa trong họ Cà. Loài này được (Diels) Hunz. mô tả khoa học đầu tiên năm 1977.